# Mission des Nations unies en République centrafricaine et au Tchad
La Mission des Nations unies en République centrafricaine et au Tchad (MINURCAT) est une opération de maintien de la paix des Nations unies qui s'est déroulée en République centrafricaine et au Tchad entre septembre 2007 et décembre 2010 en vue de contribuer à la protection des civils, la promotion des droits de l’homme et de l’état de droit ainsi qu’à la promotion de la paix régionale.

## Historique
L'idée de la création de la Minurcat émerge en février 2007 dans plusieurs rapports des Nations unies. En mai et juin 2007 des tractations diplomatiques entre les Nations unies, la France et le Tchad aboutissent à l'accord du Tchad pour le lancement de cette mission.
La mission est créée le 25 septembre 2007 par la résolution 1778 du Conseil de sécurité des Nations unies en vue de contribuer à la protection des civils, la promotion des droits de l’homme et de l’état de droit ainsi qu’à la promotion de la paix régionale,.
Le 14 janvier 2009, le Conseil de sécurité adopte la résolution 1861 autorisant le déploiement d’une composante militaire de la MINURCAT pour succéder à la force militaire de l’Union européenne, l’EUFOR Tchad/RCA, dont le mandat s’achevait.
Le 25 mai 2010, le Conseil de sécurité adopte la résolution de 1923, révisant le mandat de la Mission en soulignant la nécessité de coopérer avec le Gouvernement du Tchad en vue de consolider les progrès réalisés jusqu’à présent et aider celui-ci à élaborer une stratégie visant à assurer leur durabilité après le départ de la MINURCAT, à partir du 31 décembre 2010.

## Organisation
Le quartier général de la Minurcat est situé à N'Djaména. Un poste de commandement de la mission est basé à Abéché, avec des bureaux à Iriba, Forchana, Goz-Beida, Bangui et Birao. Les régions de déploiements de la Minurcat sont les départements de l'Ennedi Est, du Wadi Fira, de l'Ouaddaï, Salamat au Tchad et les préfectures de la Vakaga et d'une partie de la Haute-Kotto en Centrafrique.

## Effectifs
Ses effectifs militaires sont européens mais la mission possèdent également du personnels civils, notamment des officiers de liaison des Nations unies mais aussi des policiers tchadiens. 
- Albanie : 63 hommes ;
- France : la moitié du contingent de l'EUFOR Tchad/RCA ;
- Irlande : 411 hommes ;
- Pologne : 350 hommes ;
- Suède : 200 hommes ;
- Autriche : 160 hommes ;
- Roumanie : 120 hommes ;
- Belgique : 100 hommes ;
- Espagne : 80 hommes ;
- Finlande : 40 hommes ;
- Pays-Bas : 60 hommes ;
- Tunisie : 7 officiers de liaison.

## Décorations

Ruban médaille